# Dystrykt Nyaruguru
Dystrykt Nyaruguru – dystrykt w Rwandzie, w Prowincji Południowej. Stolicą dystryktu jest Kibeho. Dystrykt sąsiaduje od północy z dystryktami Nyamagabe i Huye, ze wschodu z dystryktem Gisagara, od zachodu z dystryktem Rusizi (Zachodnia), a od południa z Burundi.

## Sektory
Dystrykt Nyaruguru podzielony jest na 14 sektorów: Cyahinda, Busanze, Kibeho, Mata, Munini, Kiwu, Ngera, Ngoma, Nyabimata, Nyagisozi, Muganza, Ruheru, Ruramba i Rusenge.

## Warunki naturalne
Teren górzysty (1600 – 1800 m n.p.m.). Dystrykt obejmuje część Lasu Nyungwe – dziewiczego lasu deszczowego, miejsca występowania wielu gatunków naczelnych. Przez dystrykt przebiega wododział rzek Kongo i Nil.
Wiosną 2013 roku władze dystryktu rozpoczęły promowanie upraw herbaty i kawy. Jak poinformował burmistrz Habitegeko, na decyzję o wyborze herbaty i kawy miały mieć dwa główne czynniki: duży odsetek ludności pracującej w rolnictwie oraz pagórkowate ukształtowanie terenu, połączone z odpowiednim klimatem oraz kwasowością gleby dla tego rodzaju upraw. Umowa z Unilever z 2016 roku z rządem Rwandy zakładała inwestycje na poziomie 30 milionów dolarów na rozwój produkcji herbaty. Inwestycja została zainaugurowana w końcówce 2017 roku i miała się zakończyć w 2020 roku. Budowa fabryki w stolicy rozpoczęła się jednak dopiero w 2022 roku.
Według oficjalnych danych powierzchnia upraw herbaty w dystrykcie wzrosła z około 3800 hektarów w 2011 roku do ponad 4600 hektarów w 2014 roku. W 2019 roku obszar upraw herbaty w Rwandzie stanowił 27 100 ha, z czego aż 5000 ha w dystrykcie Nyaruguru. Wartość eksportu rwandyjskiej herbaty w skali kraju wyniosła wówczas 83 miliony USD.
Według danych za 2018 rok aż 30% mieszkańców dystryktu Nyaruguru spośród 320-tysięcznej populacji nie miało dostępu do czystej wody.

## Turystyka
W dystrykcie Nyaruguru ważnym miejscem pielgrzymkowym jest miasteczko Kibeho, gdzie w latach 1981–1989 miały mieć miejsce objawienia Matki Bożej. W 2003 roku zostały pierwszymi oficjalnie uznanymi przez Kościół katolicki objawieniami maryjnymi w Afryce Subsaharyjskiej. Do Sanktuarium Matki Bożej Słowa w Kibeho rocznie przybywa około pół miliona pielgrzymów.
W styczniu 2020 roku burmistrz Habitegeko zapowiedział plany budowy nowej bazyliki mieszczącej 10 tysięcy osób, których jednak nie udało się zrealizować. Koszt budowy obiekty szacowano na 50-70 mln USD, a czas wykonania na od 18 do 24 miesięcy, z planowanym otwarciem w listopadzie 2021 roku, na 40. rocznicę rozpoczęcia objawień. Mimo pierwotnych założeń projektu nie udało się zrealizować w terminie. Według stanu na sierpień 2022 roku powołana została fundacja Bazyliki Matki Bożej z Kibeho z siedzibą w Stanach Zjednoczonych, odpowiadająca za poszukiwanie źródeł finansowania dla realizacji planów. Biskup diecezji Gikongoro Célestin Hakizimana powiedział, że projekt wymaga poprawy i dopiero po wykonaniu badań dotyczących właściwości gleby w Kibeho będzie można oszacować faktyczny koszt przedsięwzięcia. Według biskupa samo rozpoczęcie budowy miało nastąpić nie wcześniej niż w połowie 2024 roku. W sierpniu 2024 roku biskup Hakizimana potwierdził, że infrastruktura pielgrzymkowa wymaga budowy dużego parkingu, kliniki, biblioteki, sal konferencyjnych, wprowadzenia kontroli bezpieczeństwa oraz utworzenia ścieżek do źródeł błogosławionej wody dla pielgrzymów. Hierarcha zapowiedział zebranie 3,5 mld RWF w celu przeprowadzenia wywłaszczeń niezbędnych dla rozbudowy sanktuarium.

## Transport
W dystrykcie jest 5 głównych dróg. Są one w złym stanie.
W lipcu 2018 roku Rwandę odwiedził przewodniczący Chińskiej Republiki Ludowej Xi Jinping. W czasie wizyty strona rwandyjską uzyskała preferencyjną pożyczkę w wysokości 77,9 milionów USD na budowę na budowę 66-kilometrowej asfaltowej drogi łączącej dystrykt Huye z dystryktem Nyaruguru.

## Edukacja
We wrześniu 2011 roku rozpoczęła się budowa szkoły zawodowej w dystrykcie Nyaruguru. Projekt powstający we współpracy między władzami dystryktu, Ministerstwem Edukacji oraz Urzędem ds. Rozwoju Kadr kosztował 500 tysięcy USD.

## Administracja
W latach 2011–2021 burmistrzem dystryktu był François Habitegeko.
24 marca 2011 roku wiceminister ds. energii i wody w Ministerstwie Infrastruktury Colette Ruhamya uruchomiła trzy sieci wody pitnej i 27 toalet Ecosan w dystrykcie Nyaruguru. Projekt warty 3 mld RWF pozwolił doprowadzić wodę do 87 tysięcy mieszkańców. 20 lat wcześniej w okolicy istniała sieć wody pitnej, lecz została zaniedbana i wymagała wymiany.
9 maja 2014 roku w obecności ministra handlu i przemysłu François Kanimby doszło do wmurowania kamienia węgielnego pod targowisko w pobliżu przejścia granicznego Akanyaru na granicy burundyjsko-rwandyjskiej. Według założeń projekt finansowany z lokalnego budżetu dystryktu Nyaraguru miał przyczynić się do wzrostu wymiany handlowej między sąsiednimi państwami. W pierwszej fazie projektu – kosztującej 1,7 mld RWF – miały powstać magazyny, biura i salony wystawowe. Druga faza miała objąć budowę infrastruktury dla handlu detalicznego oraz powstanie obiektu hotelarskiego. Według danych przytoczonych przez ministra Kanimbę wartość nieformalnego handlu transgranicznego była oceniana na 100 mln USD rocznie. Powstanie targowiska Akanyaru jest częścią szerszej państwowej strategii rozwoju handlu transgranicznego także na granicach z Demokratyczną Republiką Konga i Ugandą.
5 marca 2019 roku doszło do podpisania umowy między rządem Rwandy a Arabskim Bankiem Rozwoju Gospodarczego w Afryce o wartości 20 milionów USD. Pieniądze miały zostać przekazane na projekt finansowania elektryfikacji obszarów wiejskich do 2023 roku. W jego ramach planowano elektryfikację 25,7 tysięcy gospodarstw domowych oraz 96 innych obiektów w dystryktach Nyaruguru i Nyamagabe. Ministerstwo Finansów i Planowania Gospodarczego planowało zwiększenie odsetka dostępu do energii elektrycznej w obu dystryktach z 33% do 52% w ciągu czterech kolejnych lat.